# 60 mètres haies masculin aux championnats du monde d'athlétisme en salle 2018
Pour un article plus général, voir Championnats du monde d'athlétisme en salle 2018.
Navigation
2016 2022
L'épreuve du 60 mètres haies masculin des championnats du monde en salle 2018 se déroule les 3 et 4 mars 2018 à la Barclaycard Arena de Birmingham, au Royaume-Uni.

## Résultats

### Finale
| Rang               | Couloir | Athlète                 | Nationalité     | Temps | Notes |
| ------------------ | ------- | ----------------------- | --------------- | ----- | ----- |
| Médaille d'or      | 4       | Andrew Pozzi            | Grande-Bretagne | 7.46  | SB    |
| Médaille d'argent  | 7       | Jarret Eaton            | États-Unis      | 7.47  |       |
| Médaille de bronze | 5       | Aurel Manga             | France          | 7.54  |       |
| 4                  | 1       | Aries Merritt           | États-Unis      | 7.56  |       |
| 5                  | 3       | Pascal Martinot-Lagarde | France          | 7.68  |       |
| 6                  | 2       | Gabriel Constantino     | Brésil          | 7.71  |       |
| 7                  | 8       | Roger Iribarne          | Cuba            | 7.78  |       |
|                    | 6       | Milan Trajkovic         | Chypre          | DQ    | 162.8 |

### Demi-finales
| Rang | Série | Couloir | Athlète                 | Nationalité                 | Temps | Notes |
| ---- | ----- | ------- | ----------------------- | --------------------------- | ----- | ----- |
| 1    | 2     | 4       | Andrew Pozzi            | Grande-Bretagne             | 7.46  | Q, SB |
| 2    | 3     | 5       | Milan Trajkovic         | Chypre                      | 7.51  | Q, NR |
| 3    | 3     | 4       | Pascal Martinot-Lagarde | France                      | 7.52  | Q, SB |
| 4    | 1     | 3       | Aurel Manga             | France                      | 7.55  | Q     |
| 5    | 2     | 3       | Roger Iribarne          | Cuba                        | 7.58  | Q, PB |
| 6    | 1     | 4       | Jarret Eaton            | États-Unis                  | 7.58  | Q     |
| 7    | 2     | 6       | Aries Merritt           | États-Unis                  | 7.60  | q     |
| 8    | 2     | 1       | Gabriel Constantino     | Brésil                      | 7.61  | q     |
| 9    | 3     | 6       | Ronald Levy             | Jamaïque                    | 7.62  |       |
| 10   | 1     | 5       | Balázs Baji             | Hongrie                     | 7.64  |       |
| 11   | 3     | 3       | Petr Svoboda            | Tchéquie                    | 7.64  |       |
| 12   | 1     | 6       | Ahmad Al-Molad          | Arabie saoudite             | 7.66  |       |
| 13   | 2     | 8       | Yidiel Contreras        | Espagne                     | 7.68  | SB    |
| 14   | 2     | 5       | Konstadinos Douvalidis  | Grèce                       | 7.68  |       |
| 15   | 2     | 2       | Abdulaziz al-Mandeel    | Koweït                      | 7.69  | SB    |
| 16   | 1     | 8       | Koen Smet               | Pays-Bas                    | 7.69  |       |
| 17   | 3     | 8       | Erik Balnuweit          | Allemagne                   | 7.70  |       |
| 18   | 1     | 7       | David King              | Grande-Bretagne             | 7.70  |       |
| 19   | 3     | 7       | Johnathan Cabral        | Canada                      | 7.71  |       |
| 20   | 3     | 2       | Xie Wenjun              | Chine                       | 7.76  |       |
| 21   | 3     | 1       | Damian Czykier          | Pologne                     | 7.78  |       |
| 22   | 1     | 2       | Nicholas Hough          | Australie                   | 7.79  |       |
| 23   | 1     | 1       | Eddie Lovett            | Îles Vierges des États-Unis | 7.90  |       |
| 24   | 2     | 7       | Vitali Parokhonka       | Biélorussie                 | 8.00  |       |

### Séries
| Rang | Série | Couloir | Athlète                 | Pays                        | Temps | Notes |
| ---- | ----- | ------- | ----------------------- | --------------------------- | ----- | ----- |
| 1    | 4     | 8       | Andrew Pozzi            | Grande-Bretagne             | 7.53  | Q, SB |
| 2    | 2     | 6       | Jarret Eaton            | États-Unis                  | 7.56  | Q     |
| 3    | 1     | 1       | Milan Trajkovic         | Chypre                      | 7.56  | Q     |
| 4    | 2     | 8       | Roger Iribarne          | Cuba                        | 7.59  | Q, PB |
| 5    | 4     | 4       | Aries Merritt           | États-Unis                  | 7.61  | Q     |
| 6    | 1     | 6       | Aurel Manga             | France                      | 7.62  | Q     |
| 7    | 5     | 2       | Pascal Martinot-Lagarde | France                      | 7.62  | Q     |
| 8    | 3     | 7       | Ahmad Al-Molad          | Arabie saoudite             | 7.63  | Q     |
| 9    | 3     | 3       | Ronald Levy             | Jamaïque                    | 7.65  | Q     |
| 10   | 2     | 2       | Balázs Baji             | Hongrie                     | 7.66  | Q     |
| 11   | 4     | 3       | Konstadinos Douvalidis  | Grèce                       | 7.66  | Q, SB |
| 12   | 4     | 6       | Erik Balnuweit          | Allemagne                   | 7.67  | Q     |
| 13   | 3     | 1       | Yidiel Contreras        | Espagne                     | 7.68  | Q, SB |
| 14   | 5     | 5       | Petr Svoboda            | Tchéquie                    | 7.68  | Q     |
| 15   | 1     | 7       | Koen Smet               | Pays-Bas                    | 7.69  | Q     |
| 16   | 1     | 4       | David King              | Grande-Bretagne             | 7.69  | Q     |
| 17   | 5     | 7       | Johnathan Cabral        | Canada                      | 7.70  | Q     |
| 18   | 4     | 7       | Xie Wenjun              | Chine                       | 7.71  | q, SB |
| 19   | 2     | 7       | Vitali Parokhonka       | Biélorussie                 | 7.71  | Q     |
| 20   | 3     | 5       | Gabriel Constantino     | Brésil                      | 7.72  | Q     |
| 21   | 2     | 4       | Damian Czykier          | Pologne                     | 7.75  | q     |
| 22   | 1     | 2       | Nicholas Hough          | Australie                   | 7.76  | q, SB |
| 23   | 4     | 5       | Abdulaziz al-Mandeel    | Koweït                      | 7.77  | q     |
| 24   | 5     | 3       | Eddie Lovett            | Îles Vierges des États-Unis | 7.78  | Q     |
| 25   | 5     | 6       | Hassane Fofana          | Italie                      | 7.81  |       |
| 26   | 1     | 5       | Vladimir Vukicevic      | Norvège                     | 7.81  |       |
| 27   | 3     | 2       | Paolo Dal Molin         | Italie                      | 7.81  |       |
| 28   | 2     | 3       | Mikel Thomas            | Trinité-et-Tobago           | 7.84  | SB    |
| 29   | 2     | 5       | Ben Reynolds            | Irlande                     | 7.89  |       |
| 30   | 5     | 4       | Jason Joseph            | Suisse                      | 7.89  |       |
| 31   | 3     | 8       | Siddhanth Thingalaya    | Inde                        | 7.93  |       |
| 32   | 5     | 1       | Genta Masuno            | Japon                       | 7.97  | PB    |
| 33   | 3     | 4       | Rio Maholtra            | Indonésie                   | 7.98  | NR    |
| 34   | 3     | 6       | Javier McFarlane        | Pérou                       | 8.00  | PB    |
| 35   | 4     | 2       | Cheung Wang Fung        | Hong Kong                   | 8.06  |       |
| 36   | 1     | 3       | David Żebrowski         | Pologne                     | 8.32  |       |
| 37   | 5     | 8       | Namataiki Tevenino      | Polynésie française         | 8.98  | SB    |
|      | 1     | 8       | Mohammed Sad Al-Khfaji  | Irak                        | DNS   |       |

## Légende
Records et Performances
- AR : Record continental (area record)
- CR : Record des championnats (championship record)
- MR : Record du meeting (meet record)
- NR : Record national (national record)
- OR : Record olympique (olympic record)
- PR : Record paralympique (paralympic record)
- PB : Record personnel (personal best)
- SB : Meilleure performance personnelle de la saison (season's best)
- WL : Meilleure performance mondiale de l'année (world leader)
- WJR : Record du monde junior (world junior record)
- WR : Record du monde (world record)

Circonstances et Conditions
- DNF : N'a pas terminé (did not finish)
- DNS : N'a pas pris le départ (did not start)
- DQ : Disqualification (disqualification)
- NM : Aucun essai valable enregistré (No Mark)
- Q : Qualifié « directement » au prochain tour (ou à la prochaine compétition), lors d'une compétition majeure, grâce au classement ou à la réalisation des minima (automatic qualifier)
- q : Qualifié au prochain tour (ou à la prochaine compétition), lors d'une compétition majeure, grâce au repêchage ou à la réalisation de l'une des meilleures performances parmi celles des « non qualifiés directement » (grâce au meilleur temps ou à la meilleure distance par exemple) (secondary qualifier)